# Церковь Пятидесятницы (Гана)
Церковь Пятидесятницы (Гана) — независимая христианская пятидесятническая церковь, базирующаяся в Гане. Объединяет 2,25 млн верующих из 86 стран мира. В Гане является крупнейшей протестантской деноминацией.
Штаб-квартира организации находится в Аккре, Гана. Церковь Пятидесятницы является активным участником Всемирного пятидесятнического братства.

## История
История церкви восходит к служению британского миссионера Апостольской церкви Джеймса Мак-Кауна (1900—1989). Он прибыл в Гану в 1937 году по приглашению одной христианской общины, пережившей опыт крещения Духом Святым. Проповедническая активность Мак-Кауна вскоре даёт первые плоды, его учение подхватывают ряд христианских общин южного побережья. Появление Мак-Кауна в Гане связывали с исполнением предсказания африканского пророка Уильяма Харриса о «стройном и высоком белом джентльмене, который придёт, чтобы научить Библии». Интересно, что пророчество было сказано в 1914 году.
В июне 1939 года 200 верующих-пятидесятников, под руководством Мак-Кауна, провели первый съезд.
Первое время церковь Ганы полностью опекалась Апостольской церковью Великобритании. В 1953 году большинство общин вышли из Апостольской церкви Великобритании и оформились в независимый союз — Апостольская церковь Золотого Берега (прежнее название Ганы). В 1957 году, после обретения независимости Ганы, церковь переименовалась в Апостольскую церковь Ганы, а с августа 1962 года изменила название на Церковь Пятидесятницы. В 1972 году к церкви присоединилась крупная Пятидесятническая церковь «Елим», ранее являвшаяся филиалом Пятидесятнической церкви «Елим» в Великобритании.
К 1985 году союз насчитывал 125 тыс. крещенных членов. С конца 80-х годов церковь активно насаждает церкви среди выходцев из Ганы по всему миру; с 1988 года действует в США.
В 2001 году в Гане церковь объединяла 4 тыс. храмов, 600 тыс. взрослых крещенных членов и 1 млн верующих.

## Современное состояние
По состоянию на 2012 год церковь объединяет 2,25 млн верующих в 16,5 тыс. общинах. В Гане проживает 1,94 млн прихожан Церкви Пятидесятницы. Большинство верующих являются представителями народности акан (ок. 60 %). Ещё 15 % — принадлежат народности эве и 12 % — ган. Большая часть прихожан церкви проживает на юге страны.

### Организация
Высшим руководящим органом церкви является Генеральный совет. Совет состоит из всех священнослужителей союза, вне зависимости от ранга, и собирается раз в несколько лет. Задачей Совета является избрание Исполнительного совета, который возглавляется председателем церкви в ранге апостола.
Миссионерская деятельность церкви проводится за счёт десятин и пожертвований прихожан.
С 2003 года высшим учебным заведением братства является Пятидесятнический университетский колледж, Аккра.

### Вероучение
Церковь Пятидесятницы (Гана) относится к апостольским пятидесятникам. Вероучение и культ церкви близок Апостольской церкви Великобритании. Как и большинство пятидесятников, Церковь Пятидесятницы (Гана) признает богодухновенность Библии, триединство Бога, Крещение Духом Святым. Таинство водного крещения преподается лицам, достигшим ответственного возраста (15 лет). Младенцев и детей церковь не крестит, а «посвящает Богу». Особый акцент в вероучении сделан на возможность божественного исцеления. Тем не менее, церковь не против помощи квалифицированных врачей.